# Чемпионат мира по баскетболу 2014. Группа B
В этой статье представлено положение команд и результаты матчей в группе B предварительного раунда чемпионата мира по баскетболу 2014. Состав группы был определён во время жеребьёвки 3 февраля 2014 года во Дворйе каталонской музыки в Барселоне, Испания. В группе участвовали Аргентина, Греция, Пуэрто-Рико, Сенегал, Филиппины и Хорватия. Команды сыграли друг с другом в один круг. Матчи прошли с 30 августа по 4 сентября 2014 года на «Паласио Мунисипаль де Депортес Сан-Пабло» в Севилье. Четыре лучшие команды вышли в плей-офф.

## Команды
| Команда     | Квалификация                              | Квалификация     | Участие   | Участие | Участие | Лучший результат         |
| Команда     | Способ                                    | Дата             | Последнее | Всего   | Подряд  | Лучший результат         |
| ----------- | ----------------------------------------- | ---------------- | --------- | ------- | ------- | ------------------------ |
| Филиппины   | Серебряный призёр чемпионата Азии 2013    | 10 августа 2013  | 1978      | 5       | 1       | Бронзовый призёр (1954)  |
| Сенегал     | Бронзовый призёр чемпионата Африки 2013   | 31 августа 2013  | 2006      | 4       | 1       | 14-е место (1978)        |
| Пуэрто-Рико | Серебряный призёр чемпионата Америки 2013 | 7 сентября 2013  | 2010      | 12      | 8       | 4-е место (1990)         |
| Аргентина   | Бронзовый призёр чемпионата Америки 2013  | 8 сентября 2013  | 2010      | 13      | 8       | Чемпион (1950)           |
| Греция      | Обладатель «уайлд-кард»                   | 1 февраля 2014   | 2010      | 6       | 3       | Серебряный призёр (2006) |
| Хорватия    | 4-е место на чемпионате Европы 2013       | 19 сентября 2013 | 2010      | 3       | 2       | Бронзовый призёр (1994)  |

## Положение команд
| Команда     | Игр | В | П | МЗ  | МП  | МР  | Очки | Тай-брейк |
| ----------- | --- | - | - | --- | --- | --- | ---- | --------- |
| Греция      | 5   | 5 | 0 | 414 | 349 | +65 | 10   |           |
| Хорватия    | 5   | 3 | 2 | 414 | 398 | +16 | 8    | 1–0       |
| Аргентина   | 5   | 3 | 2 | 420 | 372 | +48 | 8    | 0–1       |
| Сенегал     | 5   | 2 | 3 | 348 | 399 | −51 | 7    |           |
| Пуэрто-Рико | 5   | 1 | 4 | 388 | 446 | −58 | 6    | 1–0       |
| Филиппины   | 5   | 1 | 4 | 383 | 404 | −21 | 6    | 0–1       |

## Результаты матчей

### 1-й тур

#### Хорватия — Филиппины
Этот матч стал первой встречей между Хорватией и Филиппинами в официальных соревнованиях.
| 30 августа 2014 12:30 | Отчёт | Хорватия                        | 81:78 ОТ | Филиппины | Паласио Муниципал де Депортес Сан-Пабло, Севилья Зрителей: 3500 Судьи: Хосе Рейес; Фернанду Роша; Мохаммад Аламири |
| 30 августа 2014 12:30 | Отчёт | 23:9, 14:22, 20:18, 14:22, 10:7 |          |           | Паласио Муниципал де Депортес Сан-Пабло, Севилья Зрителей: 3500 Судьи: Хосе Рейес; Фернанду Роша; Мохаммад Аламири |
| 30 августа 2014 12:30 | Отчёт | Богданович 26                   | Очки     | Блатч 26  | Паласио Муниципал де Депортес Сан-Пабло, Севилья Зрителей: 3500 Судьи: Хосе Рейес; Фернанду Роша; Мохаммад Аламири |
| 30 августа 2014 12:30 | Отчёт | Томич 11                        | Подборы  | Блатч 12  | Паласио Муниципал де Депортес Сан-Пабло, Севилья Зрителей: 3500 Судьи: Хосе Рейес; Фернанду Роша; Мохаммад Аламири |
| 30 августа 2014 12:30 | Отчёт | Томич, Шарич по 4               | Передачи | Алапаг 6  | Паласио Муниципал де Депортес Сан-Пабло, Севилья Зрителей: 3500 Судьи: Хосе Рейес; Фернанду Роша; Мохаммад Аламири |

#### Пуэрто-Рико — Аргентина
Этот матч стал второй встречей между Пуэрто-Рико и Аргентиной на чемпионатах мира. Пуэрто-Рико выиграл первый матч на чемпионате мира 1990. Последняя встреча между двумя командами в официальных соревнованиях на чемпионате Америки 2013 завершилась победой Пуэрто-Рико.
| 30 августа 2014 17:30 | Отчёт | Пуэрто-Рико                | 75:98    | Аргентина    | Паласио Муниципал де Депортес Сан-Пабло, Севилья Зрителей: 5300 Судьи: Луиджи Ламоника; Майкл Айлен; Илия Белошевич |
| 30 августа 2014 17:30 | Отчёт | 19:27, 19:18, 11:24, 26:29 |          |              | Паласио Муниципал де Депортес Сан-Пабло, Севилья Зрителей: 5300 Судьи: Луиджи Ламоника; Майкл Айлен; Илия Белошевич |
| 30 августа 2014 17:30 | Отчёт | Бареа 24                   | Очки     | Скола 20     | Паласио Муниципал де Депортес Сан-Пабло, Севилья Зрителей: 5300 Судьи: Луиджи Ламоника; Майкл Айлен; Илия Белошевич |
| 30 августа 2014 17:30 | Отчёт | Клементе 6                 | Подборы  | Носиони 11   | Паласио Муниципал де Депортес Сан-Пабло, Севилья Зрителей: 5300 Судьи: Луиджи Ламоника; Майкл Айлен; Илия Белошевич |
| 30 августа 2014 17:30 | Отчёт | Бареа 4                    | Передачи | Приджиони 10 | Паласио Муниципал де Депортес Сан-Пабло, Севилья Зрителей: 5300 Судьи: Луиджи Ламоника; Майкл Айлен; Илия Белошевич |

#### Греция — Сенегал
Этот матч стал второй встречей между Грецией и Сенегалом на чемпионатах мира. Первая встреча между двумя командами на чемпионате мира 1998 завершилась победой Греции.
| 30 августа 2014 20:00 | Отчёт | Греция                   | 87:64    | Сенегал         | Паласио Муниципал де Депортес Сан-Пабло, Севилья Зрителей: 3100 Судьи: Гарсия Гонсалес; Стефан Себель; Карлуш Жулиу |
| 30 августа 2014 20:00 | Отчёт | 18:9, 27:8, 19:19, 23:28 |          |                 | Паласио Муниципал де Депортес Сан-Пабло, Севилья Зрителей: 3100 Судьи: Гарсия Гонсалес; Стефан Себель; Карлуш Жулиу |
| 30 августа 2014 20:00 | Отчёт | Каймакоглу 17            | Очки     | Дьенг 21        | Паласио Муниципал де Депортес Сан-Пабло, Севилья Зрителей: 3100 Судьи: Гарсия Гонсалес; Стефан Себель; Карлуш Жулиу |
| 30 августа 2014 20:00 | Отчёт | Каймакоглу 8             | Подборы  | Дьенг 14        | Паласио Муниципал де Депортес Сан-Пабло, Севилья Зрителей: 3100 Судьи: Гарсия Гонсалес; Стефан Себель; Карлуш Жулиу |
| 30 августа 2014 20:00 | Отчёт | Слукас 4                 | Передачи | Три игрока по 2 | Паласио Муниципал де Депортес Сан-Пабло, Севилья Зрителей: 3100 Судьи: Гарсия Гонсалес; Стефан Себель; Карлуш Жулиу |

### 2-й тур

#### Аргентина — Хорватия
Этот матч стал первой встречей между Аргентиной и Хорватией на чемпионатах мира. Две команды ранее встречались на Летних Олимпийских играх: Аргентина выиграла на Играх 2008 года, а Хорватия — на играх 1996 года.
| 31 августа 2014 13:30 | Отчёт | Аргентина                  | 85:90    | Хорватия   | Паласио Муниципал де Депортес Сан-Пабло, Севилья Зрителей: 6109 Судьи: Гарсия Гонсалес; Хосе Рейес; Фернанду Роша |
| 31 августа 2014 13:30 | Отчёт | 20:28, 24:18, 19:29, 22:15 |          |            | Паласио Муниципал де Депортес Сан-Пабло, Севилья Зрителей: 6109 Судьи: Гарсия Гонсалес; Хосе Рейес; Фернанду Роша |
| 31 августа 2014 13:30 | Отчёт | Скола 30                   | Очки     | Симон 18   | Паласио Муниципал де Депортес Сан-Пабло, Севилья Зрителей: 6109 Судьи: Гарсия Гонсалес; Хосе Рейес; Фернанду Роша |
| 31 августа 2014 13:30 | Отчёт | Скола 9                    | Подборы  | Шарич 9    | Паласио Муниципал де Депортес Сан-Пабло, Севилья Зрителей: 6109 Судьи: Гарсия Гонсалес; Хосе Рейес; Фернанду Роша |
| 31 августа 2014 13:30 | Отчёт | Кампаццо 6                 | Передачи | Лафайетт 9 | Паласио Муниципал де Депортес Сан-Пабло, Севилья Зрителей: 6109 Судьи: Гарсия Гонсалес; Хосе Рейес; Фернанду Роша |

#### Сенегал — Пуэрто-Рико
Этот матч стал третьей встречей между Сенегалом и Пуэрто-Рико на чемпионатах мира. В первых двух играх верх взяла сборная Пуэрто-Рико, в том числе и в последней встрече между двумя командами на чемпионате мира 2006.
| 31 августа 2014 17:30 | Отчёт | Сенегал                    | 82:75    | Пуэрто-Рико            | Паласио Муниципал де Депортес Сан-Пабло, Севилья Зрителей: 5554 Судьи: Майкл Айлен; Илия Белошевич; Карлуш Жулиу |
| 31 августа 2014 17:30 | Отчёт | 20:29, 21:11, 22:18, 19:17 |          |                        | Паласио Муниципал де Депортес Сан-Пабло, Севилья Зрителей: 5554 Судьи: Майкл Айлен; Илия Белошевич; Карлуш Жулиу |
| 31 августа 2014 17:30 | Отчёт | Файе 20                    | Очки     | Балкман 21             | Паласио Муниципал де Депортес Сан-Пабло, Севилья Зрителей: 5554 Судьи: Майкл Айлен; Илия Белошевич; Карлуш Жулиу |
| 31 августа 2014 17:30 | Отчёт | Дьенг 13                   | Подборы  | Балкман, Сантьяго по 7 | Паласио Муниципал де Депортес Сан-Пабло, Севилья Зрителей: 5554 Судьи: Майкл Айлен; Илия Белошевич; Карлуш Жулиу |
| 31 августа 2014 17:30 | Отчёт | Д'Алмейда, Диоп по 3       | Передачи | Ривера 5               | Паласио Муниципал де Депортес Сан-Пабло, Севилья Зрителей: 5554 Судьи: Майкл Айлен; Илия Белошевич; Карлуш Жулиу |

#### Филиппины — Греция
Этот матч стал первой встречей между Филиппинами и Грецией в официальных соревнованиях.
| 31 августа 2014 20:00 | Отчёт | Филиппины                  | 70:82    | Греция        | Паласио Муниципал де Депортес Сан-Пабло, Севилья Зрителей: 5554 Судьи: Луиджи Ламоника; Стефан Себель; Мохаммад Аламири |
| 31 августа 2014 20:00 | Отчёт | 10:20, 17:17, 18:21, 25:24 |          |               | Паласио Муниципал де Депортес Сан-Пабло, Севилья Зрителей: 5554 Судьи: Луиджи Ламоника; Стефан Себель; Мохаммад Аламири |
| 31 августа 2014 20:00 | Отчёт | Блатч 21                   | Очки     | Принтезис 25  | Паласио Муниципал де Депортес Сан-Пабло, Севилья Зрителей: 5554 Судьи: Луиджи Ламоника; Стефан Себель; Мохаммад Аламири |
| 31 августа 2014 20:00 | Отчёт | Блатч 14                   | Подборы  | Бурусис 10    | Паласио Муниципал де Депортес Сан-Пабло, Севилья Зрителей: 5554 Судьи: Луиджи Ламоника; Стефан Себель; Мохаммад Аламири |
| 31 августа 2014 20:00 | Отчёт | Алапаг 3                   | Передачи | Папаниколау 4 | Паласио Муниципал де Депортес Сан-Пабло, Севилья Зрителей: 5554 Судьи: Луиджи Ламоника; Стефан Себель; Мохаммад Аламири |

### 3-й тур

#### Хорватия — Сенегал
Этот матч стал первой встречей между Хорватией и Сенегалом в официальных соревнованиях.
| 1 сентября 2014 12:30 | Отчёт | Хорватия                   | 75:77    | Сенегал     | Паласио Муниципал де Депортес Сан-Пабло, Севилья Зрителей: 4380 Судьи: Майкл Айлен; Стефан Себель; Мохаммад Аламири |
| 1 сентября 2014 12:30 | Отчёт | 16:18, 16:23, 20:18, 23:18 |          |             | Паласио Муниципал де Депортес Сан-Пабло, Севилья Зрителей: 4380 Судьи: Майкл Айлен; Стефан Себель; Мохаммад Аламири |
| 1 сентября 2014 12:30 | Отчёт | Богданович, Шарич по 15    | Очки     | Дьенг 27    | Паласио Муниципал де Депортес Сан-Пабло, Севилья Зрителей: 4380 Судьи: Майкл Айлен; Стефан Себель; Мохаммад Аламири |
| 1 сентября 2014 12:30 | Отчёт | Томич 9                    | Подборы  | Дьенг 8     | Паласио Муниципал де Депортес Сан-Пабло, Севилья Зрителей: 4380 Судьи: Майкл Айлен; Стефан Себель; Мохаммад Аламири |
| 1 сентября 2014 12:30 | Отчёт | Шарич 4                    | Передачи | Д'Алмейда 5 | Паласио Муниципал де Депортес Сан-Пабло, Севилья Зрителей: 4380 Судьи: Майкл Айлен; Стефан Себель; Мохаммад Аламири |

#### Аргентина — Филиппины
Этот матч стал второй встречей между Аргентиной и Филиппинами на чемпионатах мира. Первая игра между двумя командами на чемпионате мира 1974 завершилась победой Аргентины.
| 1 сентября 2014 17:30 | Отчёт | Аргентина                  | 85:81    | Филиппины           | Паласио Муниципал де Депортес Сан-Пабло, Севилья Зрителей: 6071 Судьи: Илия Белошевич; Хуан Гонсалес; Карлуш Жулиу |
| 1 сентября 2014 17:30 | Отчёт | 22:25, 21:13, 28:23, 14:20 |          |                     | Паласио Муниципал де Депортес Сан-Пабло, Севилья Зрителей: 6071 Судьи: Илия Белошевич; Хуан Гонсалес; Карлуш Жулиу |
| 1 сентября 2014 17:30 | Отчёт | Скола 19                   | Очки     | де Окампо 9         | Паласио Муниципал де Депортес Сан-Пабло, Севилья Зрителей: 6071 Судьи: Илия Белошевич; Хуан Гонсалес; Карлуш Жулиу |
| 1 сентября 2014 17:30 | Отчёт | Мата 9                     | Подборы  | Блатч 13            | Паласио Муниципал де Депортес Сан-Пабло, Севилья Зрителей: 6071 Судьи: Илия Белошевич; Хуан Гонсалес; Карлуш Жулиу |
| 1 сентября 2014 17:30 | Отчёт | Три игрока по 4            | Передачи | Алапаг, Кастро по 2 | Паласио Муниципал де Депортес Сан-Пабло, Севилья Зрителей: 6071 Судьи: Илия Белошевич; Хуан Гонсалес; Карлуш Жулиу |

#### Пуэрто-Рико — Греция
Этот матч стал второй встречей между Пуэрто-Рико и Грецией на чемпионатах мира. Греция выиграла две первые встречи, в том числе и матч чемпионата мира 2010.
| 1 сентября 2014 20:00 | Отчёт | Пуэрто-Рико                | 79:90    | Греция        | Паласио Муниципал де Депортес Сан-Пабло, Севилья Зрителей: 6071 Судьи: Луиджи Ламоника; Хосе Рейес; Фернанду Роша |
| 1 сентября 2014 20:00 | Отчёт | 19:20, 14:21, 19:27, 27:22 |          |               | Паласио Муниципал де Депортес Сан-Пабло, Севилья Зрителей: 6071 Судьи: Луиджи Ламоника; Хосе Рейес; Фернанду Роша |
| 1 сентября 2014 20:00 | Отчёт | Бэлкман 23                 | Очки     | Зисис 19      | Паласио Муниципал де Депортес Сан-Пабло, Севилья Зрителей: 6071 Судьи: Луиджи Ламоника; Хосе Рейес; Фернанду Роша |
| 1 сентября 2014 20:00 | Отчёт | Франклин 6                 | Подборы  | Каймакоглу 11 | Паласио Муниципал де Депортес Сан-Пабло, Севилья Зрителей: 6071 Судьи: Луиджи Ламоника; Хосе Рейес; Фернанду Роша |
| 1 сентября 2014 20:00 | Отчёт | Бареа 5                    | Передачи | Бурусис 6     | Паласио Муниципал де Депортес Сан-Пабло, Севилья Зрителей: 6071 Судьи: Луиджи Ламоника; Хосе Рейес; Фернанду Роша |

### 4-й тур

#### Филиппины — Пуэрто-Рико
Этот матч стал четвёртой встречей между Филиппинами и Пуэрто-Рико на чемпионатах мира. В первой игре на чемпионате мира 1959 победу одержала сборная Пуэрто-Рико. Последняя встреча между двумя командами в официальных соревнованиях на Олимпийских игр 1972 завершилась также победой Пуэрто-Рико.
| 3 сентября 2014 13:30 | Отчёт | Филиппины                  | 73:77    | Пуэрто-Рико | Паласио Муниципал де Депортес Сан-Пабло, Севилья Зрителей: 4998 Судьи: Хосе Рейес; Хуан Гонсалес; Карлуш Жулиу |
| 3 сентября 2014 13:30 | Отчёт | 25:13, 19:26, 13:22, 16:16 |          |             | Паласио Муниципал де Депортес Сан-Пабло, Севилья Зрителей: 4998 Судьи: Хосе Рейес; Хуан Гонсалес; Карлуш Жулиу |
| 3 сентября 2014 13:30 | Отчёт | Блатч 25                   | Очки     | Бареа 30    | Паласио Муниципал де Депортес Сан-Пабло, Севилья Зрителей: 4998 Судьи: Хосе Рейес; Хуан Гонсалес; Карлуш Жулиу |
| 3 сентября 2014 13:30 | Отчёт | Блатч 14                   | Подборы  | Франклин 9  | Паласио Муниципал де Депортес Сан-Пабло, Севилья Зрителей: 4998 Судьи: Хосе Рейес; Хуан Гонсалес; Карлуш Жулиу |
| 3 сентября 2014 13:30 | Отчёт | де Окампо 3                | Передачи | Ривера 3    | Паласио Муниципал де Депортес Сан-Пабло, Севилья Зрителей: 4998 Судьи: Хосе Рейес; Хуан Гонсалес; Карлуш Жулиу |

#### Сенегал — Аргентина
Этот матч стал первой встречей между Сенегалом и Аргентиной.
| 3 сентября 2014 17:30 | Отчёт | Сенегал                  | 46:81    | Аргентина      | Паласио Муниципал де Депортес Сан-Пабло, Севилья Зрителей: 5725 Судьи: Илия Белошевич; Стефан Себель ; Мохаммад Аламири |
| 3 сентября 2014 17:30 | Отчёт | 15:20, 9:21, 14:12, 8:28 |          |                | Паласио Муниципал де Депортес Сан-Пабло, Севилья Зрителей: 5725 Судьи: Илия Белошевич; Стефан Себель ; Мохаммад Аламири |
| 3 сентября 2014 17:30 | Отчёт | Дьенг 11                 | Очки     | Скола 22       | Паласио Муниципал де Депортес Сан-Пабло, Севилья Зрителей: 5725 Судьи: Илия Белошевич; Стефан Себель ; Мохаммад Аламири |
| 3 сентября 2014 17:30 | Отчёт | Дьенг 8                  | Подборы  | Скола 14       | Паласио Муниципал де Депортес Сан-Пабло, Севилья Зрителей: 5725 Судьи: Илия Белошевич; Стефан Себель ; Мохаммад Аламири |
| 3 сентября 2014 17:30 | Отчёт | Д'Алмейда 4              | Передачи | Лапровиттола 6 | Паласио Муниципал де Депортес Сан-Пабло, Севилья Зрителей: 5725 Судьи: Илия Белошевич; Стефан Себель ; Мохаммад Аламири |

#### Греция — Хорватия
Этот матч стал третьей встречей между Грецией и Хорватией на чемпионатах мира. В первых двух встречах, все они прошли в рамках чемпионата мира 1994, победу одержала сборная Греции. Последняя встреча между двумя командами в официальных соревнованях на чемпионате Европы 2013 завершилась победой Хорватии.
| 3 сентября 2014 20:00 | Отчёт | Греция                        | 76:65    | Хорватия      | Паласио Муниципал де Депортес Сан-Пабло, Севилья Зрителей: 5725 Судьи: Луиджи Ламоника; Майкл Айлен; Фернанду Роша |
| 3 сентября 2014 20:00 | Отчёт | 16:14, 20:9, 15:16, 25:26     |          |               | Паласио Муниципал де Депортес Сан-Пабло, Севилья Зрителей: 5725 Судьи: Луиджи Ламоника; Майкл Айлен; Фернанду Роша |
| 3 сентября 2014 20:00 | Отчёт | Каймакоглу, Папаниколау по 14 | Очки     | Богданович 20 | Паласио Муниципал де Депортес Сан-Пабло, Севилья Зрителей: 5725 Судьи: Луиджи Ламоника; Майкл Айлен; Фернанду Роша |
| 3 сентября 2014 20:00 | Отчёт | Бурусис 10                    | Подборы  | Томич 9       | Паласио Муниципал де Депортес Сан-Пабло, Севилья Зрителей: 5725 Судьи: Луиджи Ламоника; Майкл Айлен; Фернанду Роша |
| 3 сентября 2014 20:00 | Отчёт | Зисис 10                      | Передачи | Лафайетт 3    | Паласио Муниципал де Депортес Сан-Пабло, Севилья Зрителей: 5725 Судьи: Луиджи Ламоника; Майкл Айлен; Фернанду Роша |

### 5-й тур

#### Сенегал — Филиппины
Этот матч стал первой встречей между Сенегалом и Филиппинами на чемпионатах мира. Ранее, Филиппины дважды встречались с Сенегалом на Олимпийских играх, выиграв обе встречи, в том числе и последний матч на Олимпийских играх 1972.
| 4 сентября 2014 14:00 | Отчёт | Сенегал                          | 79 : 81 ОТ | Филиппины           | Паласио Муниципал де Депортес Сан-Пабло, Севилья Зрителей: 5132 Судьи: Илия Белошевич; Карлуш Жулиу; Фернанду Роша |
| 4 сентября 2014 14:00 | Отчёт | 19:13, 5:24, 20:12, 20:15, 15:17 |            |                     | Паласио Муниципал де Депортес Сан-Пабло, Севилья Зрителей: 5132 Судьи: Илия Белошевич; Карлуш Жулиу; Фернанду Роша |
| 4 сентября 2014 14:00 | Отчёт | Файе 20                          | Очки       | Алапаг, Блатч по 18 | Паласио Муниципал де Депортес Сан-Пабло, Севилья Зрителей: 5132 Судьи: Илия Белошевич; Карлуш Жулиу; Фернанду Роша |
| 4 сентября 2014 14:00 | Отчёт | Дьенг 14                         | Подборы    | Блатч 14            | Паласио Муниципал де Депортес Сан-Пабло, Севилья Зрителей: 5132 Судьи: Илия Белошевич; Карлуш Жулиу; Фернанду Роша |
| 4 сентября 2014 14:00 | Отчёт | Д'Алмейда 14                     | Передачи   | Алапаг 4            | Паласио Муниципал де Депортес Сан-Пабло, Севилья Зрителей: 5132 Судьи: Илия Белошевич; Карлуш Жулиу; Фернанду Роша |

#### Хорватия — Пуэрто-Рико
Этот матч стал первой встречей между Хорватией и Пуэрто-Рико на чемпионатах мира. В последней игре между двумя сборными в официальных соревнованиях в отборочном турнире Олимпийских игр 2008 победу одержала Хорватия.
| 4 сентября 2014 18:00 | Отчёт | Хорватия                   | 103:82   | Пуэрто-Рико | Паласио Муниципал де Депортес Сан-Пабло, Севилья Зрителей: 7047 Судьи: Луиджи Ламоника; Стефан Себель; Мохаммад Аламири |
| 4 сентября 2014 18:00 | Отчёт | 28:16, 25:20, 31:21, 19:25 |          |             | Паласио Муниципал де Депортес Сан-Пабло, Севилья Зрителей: 7047 Судьи: Луиджи Ламоника; Стефан Себель; Мохаммад Аламири |
| 4 сентября 2014 18:00 | Отчёт | Богданович 23              | Очки     | Бареа 20    | Паласио Муниципал де Депортес Сан-Пабло, Севилья Зрителей: 7047 Судьи: Луиджи Ламоника; Стефан Себель; Мохаммад Аламири |
| 4 сентября 2014 18:00 | Отчёт | Маркота, Симон по 7        | Подборы  | Уэртас 4    | Паласио Муниципал де Депортес Сан-Пабло, Севилья Зрителей: 7047 Судьи: Луиджи Ламоника; Стефан Себель; Мохаммад Аламири |
| 4 сентября 2014 18:00 | Отчёт | Укич 6                     | Передачи | Ривера 6    | Паласио Муниципал де Депортес Сан-Пабло, Севилья Зрителей: 7047 Судьи: Луиджи Ламоника; Стефан Себель; Мохаммад Аламири |

#### Аргентина — Греция
Этот матч стал третьей встречей между Аргентиной и Грецией на чемпионатах мира. Первые две игры, в том числе матч на чемпионате мира 1990, завершились победами сборной Греции. Последняя встреча в официальных соревнованиях между двумя командами на Олимпийских играх 2008 завершилась победой Аргентины.
| 4 сентября 2014 22:00 | Отчёт | Аргентина                  | 71:79    | Греция     | Паласио Муниципал де Депортес Сан-Пабло, Севилья Зрителей: 7047 Судьи: Хосе Рейес; Майкл Айлен; Гарсия Гонсалес |
| 4 сентября 2014 22:00 | Отчёт | 16:28, 17:16, 17:20, 21:15 |          |            | Паласио Муниципал де Депортес Сан-Пабло, Севилья Зрителей: 7047 Судьи: Хосе Рейес; Майкл Айлен; Гарсия Гонсалес |
| 4 сентября 2014 22:00 | Отчёт | Скола 17                   | Очки     | Калатес 18 | Паласио Муниципал де Депортес Сан-Пабло, Севилья Зрителей: 7047 Судьи: Хосе Рейес; Майкл Айлен; Гарсия Гонсалес |
| 4 сентября 2014 22:00 | Отчёт | Скола, Эррман по 5         | Подборы  | Бурусис 15 | Паласио Муниципал де Депортес Сан-Пабло, Севилья Зрителей: 7047 Судьи: Хосе Рейес; Майкл Айлен; Гарсия Гонсалес |
| 4 сентября 2014 22:00 | Отчёт | Кампаццо 5                 | Передачи | Зисис 5    | Паласио Муниципал де Депортес Сан-Пабло, Севилья Зрителей: 7047 Судьи: Хосе Рейес; Майкл Айлен; Гарсия Гонсалес |